# Списак споменика културе у Колубарском округу
Следи списак споменика културе у Колубарском округу.
| ИД      | Слика                                                                                | Назив                                                                                | Адреса                           | Координате                                     | Место                | Градска општина | Општина  | Надлежни завод |
| ------- | ------------------------------------------------------------------------------------ | ------------------------------------------------------------------------------------ | -------------------------------- | ---------------------------------------------- | -------------------- | --------------- | -------- | -------------- |
| СК 247  | Црква Светог Димитрија у Марковој Цркви                                              | Црква Светог Димитрија у Марковој Цркви                                              |                                  | 44.327594°N 20.088112°E / 44.327594, 20.088112 | Маркова Црква        |                 | Лајковац | ВАЉЕВО         |
| СК 252  | Црква Ваведења Богородичиног                                                         | Црква Ваведења Богородичиног                                                         |                                  | 44.400958°N 19.94749°E / 44.400958, 19.94749   | Докмир               |                 | Уб       | ВАЉЕВО         |
| СК 253  | Родна кућа војводе Живојина Мишића                                                   | Родна кућа војводе Живојина Мишића                                                   |                                  | 44.195544°N 20.100922°E / 44.195544, 20.100922 | Струганик            |                 | Мионица  | ВАЉЕВО         |
| СК 254  | Велимирови двори                                                                     | Велимирови двори                                                                     |                                  | 44.231609°N 20.051158°E / 44.231609, 20.051158 | Кључ (Мионица)       |                 | Мионица  | ВАЉЕВО         |
| СК 256  | Ненадовићева кула на Кличевцу                                                        | Ненадовићева кула на Кличевцу                                                        |                                  | 44.278261°N 19.885167°E / 44.278261, 19.885167 | Ваљево               |                 | Ваљево   | ВАЉЕВО         |
| СК 262  | Црквина у Славковици                                                                 | Црквина у Славковици                                                                 |                                  | 44.168092°N 20.248636°E / 44.168092, 20.248636 | Славковица           |                 | Љиг      | ВАЉЕВО         |
| СК 264  | Црква Рођења Св. Јована                                                              | Црква Рођења Св. Јована                                                              |                                  | 44.204881°N 19.720206°E / 44.204881, 19.720206 | Јовања               |                 | Ваљево   | ВАЉЕВО         |
| СК 265  | Манастир Боговађа                                                                    | Манастир Боговађа                                                                    |                                  | 44.325721°N 20.193104°E / 44.325721, 20.193104 | Боговађа             |                 | Лајковац | ВАЉЕВО         |
| СК 347  | Спомен кућа у Робајама                                                               | Спомен кућа у Робајама                                                               |                                  | 44.221876°N 19.976296°E / 44.221876, 19.976296 | Робаје               |                 | Мионица  | ВАЉЕВО         |
| СК 351  | Црква Вазнесења Христовог у Мионици                                                  | Црква Вазнесења Христовог у Мионици                                                  | Војводе Мишића                   | 44.252554°N 20.085078°E / 44.252554, 20.085078 | Мионица              |                 | Мионица  | ВАЉЕВО         |
| СК 352  | Црква Светог Николе у Крчмару                                                        | Црква Светог Николе у Крчмару                                                        |                                  | 44.159764°N 20.014125°E / 44.159764, 20.014125 | Крчмар               |                 | Мионица  | ВАЉЕВО         |
| СК 362  | Манастир Ћелије                                                                      | Манастир Ћелије                                                                      |                                  | 44.235114°N 19.867335°E / 44.235114, 19.867335 | Лелић                |                 | Ваљево   | ВАЉЕВО         |
| СК 441  | Комплекс зграда са двориштем (Окућница Тешмана Солдатовића), Бастав                  | Комплекс зграда са двориштем (Окућница Тешмана Солдатовића), Бастав                  |                                  | 44.357856°N 19.522006°E / 44.357856, 19.522006 | Бастав               |                 | Осечина  | ВАЉЕВО         |
| СК 446  | Вајат Љубе Ненадовића у Бранковини                                                   | Вајат Љубе Ненадовића у Бранковини                                                   |                                  | 44.352655°N 19.893069°E / 44.352655, 19.893069 | Бранковина           |                 | Ваљево   | ВАЉЕВО         |
| СК 449  | Споменик борцима Револуције                                                          | Споменик борцима Револуције                                                          |                                  | 44.263788°N 19.88043°E / 44.263788, 19.88043   | Ваљево               |                 | Ваљево   | ВАЉЕВО         |
| СК 450  | Спомен гробље на Крушику                                                             | Спомен гробље на Крушику                                                             |                                  | 44.282329°N 19.890376°E / 44.282329, 19.890376 | Ваљево               |                 | Ваљево   | ВАЉЕВО         |
| СК 451  | Манастир Пустиња                                                                     | Манастир Пустиња                                                                     |                                  | 44.204012°N 19.693678°E / 44.204012, 19.693678 | Поћута               |                 | Ваљево   | ВАЉЕВО         |
| СК 582  | Црква у Бранковини                                                                   | Црква у Бранковини                                                                   |                                  | 44.352831°N 19.894737°E / 44.352831, 19.894737 | Бранковина           |                 | Ваљево   | ВАЉЕВО         |
| СК 583  | Кућа Милана Јовановића, Ваљево                                                       | Кућа Милана Јовановића, Ваљево                                                       | Вука Караџића 40                 | 44.270902°N 19.886229°E / 44.270902, 19.886229 | Ваљево               |                 | Ваљево   | ВАЉЕВО         |
| СК 585  | Ковачев хан у Ваљеву                                                                 | Ковачев хан у Ваљеву                                                                 |                                  | 44.267967°N 19.881036°E / 44.267967, 19.881036 | Ваљево               |                 | Ваљево   | ВАЉЕВО         |
| СК 587  | Црква брвнара у Миличиници                                                           | Црква брвнара у Миличиници                                                           |                                  | 44.4409°N 19.690396°E / 44.4409, 19.690396     | Миличиница           |                 | Ваљево   | ВАЉЕВО         |
| СК 588  | Стара школа у Бранковини                                                             | Стара школа у Бранковини                                                             |                                  | 44.35285°N 19.892441°E / 44.35285, 19.892441   | Бранковина           |                 | Ваљево   | ВАЉЕВО         |
| СК 602  | Стара црква у Осечини                                                                | Стара црква у Осечини                                                                |                                  | 44.376486°N 19.602546°E / 44.376486, 19.602546 | Осечина (варошица)   |                 | Осечина  | ВАЉЕВО         |
| СК 603  | Муселимов конак                                                                      | Муселимов конак                                                                      |                                  | 44.269527°N 19.884759°E / 44.269527, 19.884759 | Ваљево               |                 | Ваљево   | ВАЉЕВО         |
| СК 607  | Црква брвнара у Скадру код Пецке                                                     | Црква брвнара у Скадру код Пецке                                                     |                                  | 44.272093°N 19.550051°E / 44.272093, 19.550051 | Скадар (Осечина)     |                 | Осечина  | ВАЉЕВО         |
| СК 734  | Пошаљи фотографију                                                                   | Кућа народног хероја Радивоја Јовановића-Брадоње                                     |                                  | 44.216048°N 19.916061°E / 44.216048, 19.916061 | Зарубе               |                 | Ваљево   | ВАЉЕВО         |
| СК 742  | Кућа породице Дудић у Клинцима (Ваљево)                                              | Кућа породице Дудић у Клинцима (Ваљево)                                              |                                  | 44.249411°N 19.953005°E / 44.249411, 19.953005 | Клинци (Ваљево)      |                 | Ваљево   | ВАЉЕВО         |
| СК 876  | Зграда Народног музеја у Ваљеву                                                      | Зграда Народног музеја у Ваљеву                                                      | Чика Љубина 3                    | 44.269462°N 19.890473°E / 44.269462, 19.890473 | Ваљево               |                 | Ваљево   | ВАЉЕВО         |
| СК 877  | Зграда Окружног суда у Ваљеву                                                        | Зграда Окружног суда у Ваљеву                                                        | Карађорђева 48                   | 44.270844°N 19.884409°E / 44.270844, 19.884409 | Ваљево               |                 | Ваљево   | ВАЉЕВО         |
| СК 878  | Зграда Општинског суда (Начелство) у Ваљеву                                          | Зграда Општинског суда (Начелство) у Ваљеву                                          | Карађорђева 50                   | 44.270791°N 19.88513°E / 44.270791, 19.88513   | Ваљево               |                 | Ваљево   | ВАЉЕВО         |
| СК 879  | Зграда Гимназије у Ваљеву                                                            | Зграда Гимназије у Ваљеву                                                            | Вука Караџића 3                  | 44.269769°N 19.886036°E / 44.269769, 19.886036 | Ваљево               |                 | Ваљево   | ВАЉЕВО         |
| СК 880  | Кућа Дабића у Ваљеву                                                                 | Кућа Дабића у Ваљеву                                                                 | Војводе Мишића 27                | 44.271217°N 19.883982°E / 44.271217, 19.883982 | Ваљево               |                 | Ваљево   | ВАЉЕВО         |
| СК 881  | Зграда Штедионице у Ваљеву                                                           | Зграда Штедионице у Ваљеву                                                           | Војводе Мишића 21                | 44.270284°N 19.884046°E / 44.270284, 19.884046 | Ваљево               |                 | Ваљево   | ВАЉЕВО         |
| СК 882  | Зграда у Ул. Карађорђевој 39, Ваљево                                                 | Зграда у Ул. Карађорђевој 39, Ваљево                                                 | Карађорђева 39                   | 44.270748°N 19.882303°E / 44.270748, 19.882303 | Ваљево               |                 | Ваљево   | ВАЉЕВО         |
| СК 883  | Зграда у Ул. Карађорђевој 41, Ваљево                                                 | Зграда у Ул. Карађорђевој 41, Ваљево                                                 | Карађорђева 41                   | 44.270768°N 19.882512°E / 44.270768, 19.882512 | Ваљево               |                 | Ваљево   | ВАЉЕВО         |
| СК 884  | Зграда у Ул. Карађорђевој 118-120, Ваљево                                            | Зграда у Ул. Карађорђевој 118-120, Ваљево                                            | Карађорђева 118-120              | 44.271282°N 19.893724°E / 44.271282, 19.893724 | Ваљево               |                 | Ваљево   | ВАЉЕВО         |
| СК 885  | Зграда Старе болнице у Ваљеву                                                        | Зграда Старе болнице у Ваљеву                                                        | Поп Лукина 26                    | 44.27071°N 19.881938°E / 44.27071, 19.881938   | Ваљево               |                 | Ваљево   | ВАЉЕВО         |
| СК 886  | Црква Покрова Пресвете Богородице, Ваљево                                            | Црква Покрова Пресвете Богородице, Ваљево                                            | угао Др Пантића и Војводе Мишића | 44.271981°N 19.884492°E / 44.271981, 19.884492 | Ваљево               |                 | Ваљево   | ВАЉЕВО         |
| СК 887  | Конак кнеза Јована Симића-Бобовца у Ваљеву                                           | Конак кнеза Јована Симића-Бобовца у Ваљеву                                           | Бирчанинова 55                   | 44.267449°N 19.87888°E / 44.267449, 19.87888   | Ваљево               |                 | Ваљево   | ВАЉЕВО         |
| СК 888  | Иловачића воденица                                                                   | Иловачића воденица                                                                   |                                  |                                                | Ваљево               |                 | Ваљево   | ВАЉЕВО         |
| СК 889  | Црква, стећак, спомен-чесма, надгробни споменик Василија Павловића и школа у Степању | Црква, стећак, спомен-чесма, надгробни споменик Василија Павловића и школа у Степању |                                  | 44.367037°N 20.060572°E / 44.367037, 20.060572 | Степање              |                 | Лајковац | ВАЉЕВО         |
| СК 959  | Црква Светог Илије у селу Ба                                                         | Црква Светог Илије у селу Ба                                                         |                                  | 44.14953°N 20.18837°E / 44.14953, 20.18837     | Ба (Љиг)             |                 | Љиг      | ВАЉЕВО         |
| СК 960  | Остаци касноантичке грађевине, Бабина Лука                                           | Остаци касноантичке грађевине, Бабина Лука                                           |                                  | 44.369177°N 19.98391°E / 44.369177, 19.98391   | Бабина Лука          |                 | Ваљево   | ВАЉЕВО         |
| СК 961  | Црква Светог Николе-Рабровица у Дивцима                                              | Црква Светог Николе-Рабровица у Дивцима                                              |                                  | 44.294974°N 20.0392°E / 44.294974, 20.0392     | Дивци (Ваљево)       |                 | Ваљево   | ВАЉЕВО         |
| СК 962  | Пошаљи фотографију                                                                   | Воденица у Бргулама                                                                  |                                  | 44.526007°N 20.234572°E / 44.526007, 20.234572 | Бргуле (Уб)          |                 | Уб       | ВАЉЕВО         |
| СК 963  | Пошаљи фотографију                                                                   | Кућа Ковачевића                                                                      |                                  | 44.159333°N 20.073327°E / 44.159333, 20.073327 | Горњи Лајковац       |                 | Мионица  | ВАЉЕВО         |
| СК 964  | Стара школа, Белановица                                                              | Стара школа, Белановица                                                              |                                  | 44.248365°N 20.396651°E / 44.248365, 20.396651 | Белановица           |                 | Љиг      | ВАЉЕВО         |
| СК 965  | Остаци средњовековне цркве и гробља у Дићима                                         | Остаци средњовековне цркве и гробља у Дићима                                         |                                  | 44.199928°N 20.268098°E / 44.199928, 20.268098 | Дићи                 |                 | Љиг      | ВАЉЕВО         |
| СК 966  | Амбар Љубице Тодоровић у Тупанцима                                                   | Амбар Љубице Тодоровић у Тупанцима                                                   |                                  | 44.271179°N 19.754854°E / 44.271179, 19.754854 | Тупанци              |                 | Ваљево   | ВАЉЕВО         |
| СК 1064 | Окућница кнеза Јовице Милутиновића                                                   | Окућница кнеза Јовице Милутиновића                                                   |                                  | 44.255589°N 20.053758°E / 44.255589, 20.053758 | Санковић             |                 | Мионица  | ВАЉЕВО         |
| СК 1065 | Хидроелектрична централа на реци Градац                                              | Хидроелектрична централа на реци Градац                                              |                                  | 44.239723°N 19.883912°E / 44.239723, 19.883912 | Дегурић              |                 | Ваљево   | ВАЉЕВО         |
| СК 1473 | Црква Светог Арханђела Михаила, звана Грачаница у Тубравићу                          | Црква Светог Арханђела Михаила, звана Грачаница у Тубравићу                          |                                  | 44.208065°N 19.724554°E / 44.208065, 19.724554 | Тубравић             |                 | Ваљево   | ВАЉЕВО         |
| СК 1474 | Црква Преноса моштију Светог Николаја у Причевићу                                    | Црква Преноса моштију Светог Николаја у Причевићу                                    |                                  | 44.278638°N 19.763876°E / 44.278638, 19.763876 | Причевић             |                 | Ваљево   | ВАЉЕВО         |
| СК 1476 | Црква Вазнесења Христовог у Памбуковици                                              | Црква Вазнесења Христовог у Памбуковици                                              |                                  | 44.434178°N 19.908083°E / 44.434178, 19.908083 | Памбуковица          |                 | Уб       | ВАЉЕВО         |
| СК 1477 | Црква - спомен костурница Успења Пресвете Богородице у Пецкој                        | Црква - спомен костурница Успења Пресвете Богородице у Пецкој                        |                                  | 44.290604°N 19.538647°E / 44.290604, 19.538647 | Пецка (Осечина)      |                 | Осечина  | ВАЉЕВО         |
| СК 1478 | Црква Рођења Богородице у Новацима                                                   | Црква Рођења Богородице у Новацима                                                   |                                  | 44.475625°N 19.922841°E / 44.475625, 19.922841 | Новаци (Уб)          |                 | Уб       | ВАЉЕВО         |
| СК 1545 | Црква Покрова Пресвете Богородице у Белановици                                       | Црква Покрова Пресвете Богородице у Белановици                                       |                                  | 44.248189°N 20.398649°E / 44.248189, 20.398649 | Белановица           |                 | Љиг      | ВАЉЕВО         |
| СК 1547 | Кућа Јанковића, Ваљево                                                               | Кућа Јанковића, Ваљево                                                               | Доктора Пантића 43               | 44.273975°N 19.918426°E / 44.273975, 19.918426 | Ваљево               |                 | Ваљево   | ВАЉЕВО         |
| СК 1548 | Кућа са првом апотеком у Љигу                                                        | Кућа са првом апотеком у Љигу                                                        | Војводе Мишића 29                | 44.222107°N 20.238639°E / 44.222107, 20.238639 | Љиг                  |                 | Љиг      | ВАЉЕВО         |
| СК 1598 | Рибничка црква и стара школа у Паштрићу                                              | Рибничка црква и стара школа у Паштрићу                                              |                                  | 44.230049°N 20.099679°E / 44.230049, 20.099679 | Паштрић              |                 | Мионица  | ВАЉЕВО         |
| СК 1604 | Пошаљи фотографију                                                                   | Црква брвнара Покрова Пресвете Богородице                                            |                                  | 44.145508°N 20.120212°E / 44.145508, 20.120212 | Планиница (Мионица)  |                 | Мионица  | ВАЉЕВО         |
| СК 1605 | Ђидина кафана у Мургашу                                                              | Ђидина кафана у Мургашу                                                              |                                  | 44.414716°N 20.077208°E / 44.414716, 20.077208 | Мургаш               |                 | Уб       | ВАЉЕВО         |
| СК 1606 | Пошаљи фотографију                                                                   | Кућа Радивојчића у Липљу                                                             |                                  | 44.254329°N 20.309423°E / 44.254329, 20.309423 | Липље (Љиг)          |                 | Љиг      | ВАЉЕВО         |
| СК 1607 | Пошаљи фотографију                                                                   | Кућа Читаковића                                                                      |                                  | 44.277101°N 20.143727°E / 44.277101, 20.143727 | Горњи Мушић          |                 | Мионица  | ВАЉЕВО         |
| СК 1608 | Кућа Илића у Непричави                                                               | Кућа Илића у Непричави                                                               |                                  | 44.35758°N 20.104891°E / 44.35758, 20.104891   | Непричава            |                 | Лајковац | ВАЉЕВО         |
| СК 1609 | Кућа Радојичића у Чучугама                                                           | Кућа Радојичића у Чучугама                                                           |                                  | 44.424954°N 19.971464°E / 44.424954, 19.971464 | Чучуге               |                 | Уб       | ВАЉЕВО         |
| СК 1610 | Кућа Јовановића у Пепељевцу                                                          | Кућа Јовановића у Пепељевцу                                                          |                                  | 44.339841°N 20.159648°E / 44.339841, 20.159648 | Пепељевац (Лајковац) |                 | Лајковац | ВАЉЕВО         |
| СК 1611 | Конак Ђукића                                                                         | Конак Ђукића                                                                         |                                  | 44.33536°N 20.09942°E / 44.33536, 20.09942     | Ратковац (Лајковац)  |                 | Лајковац | ВАЉЕВО         |
| СК 1612 | Кућа Васиљевића у Ваљеву                                                             | Кућа Васиљевића у Ваљеву                                                             | Вука Караџића 19                 | 44.269588°N 19.886401°E / 44.269588, 19.886401 | Ваљево               |                 | Ваљево   | ВАЉЕВО         |
| СК 1668 | Пошаљи фотографију                                                                   | Кућа Милована Андрића У Каленићу (Уб)                                                |                                  | 44.510401°N 20.208143°E / 44.510401, 20.208143 | Каленић (Уб)         |                 | Уб       | ВАЉЕВО         |
| СК 1669 | Конак Брене Михајловић                                                               | Конак Брене Михајловић                                                               |                                  | 44.470633°N 20.227884°E / 44.470633, 20.227884 | Мали Борак           |                 | Лајковац | ВАЉЕВО         |
| СК 1670 | Пошаљи фотографију                                                                   | Кућа Пантелије Машића у Каленићу (Уб)                                                |                                  | 44.510401°N 20.208143°E / 44.510401, 20.208143 | Каленић (Уб)         |                 | Уб       | ВАЉЕВО         |
| СК 2027 | Зграда Дома културе у Ваљеву                                                         | Зграда Дома културе у Ваљеву                                                         | Чика Љубина 5                    | 44.269462°N 19.886959°E / 44.269462, 19.886959 | Ваљево               |                 | Ваљево   | ВАЉЕВО         |
| СК 2028 | Црква Успења Богородице у Петници                                                    | Црква Успења Богородице у Петници                                                    |                                  | 44.246901°N 19.929665°E / 44.246901, 19.929665 | Петница (Ваљево)     |                 | Ваљево   | ВАЉЕВО         |
| СК 2029 | Вила Туцовића у Ваљеву                                                               | Вила Туцовића у Ваљеву                                                               | Поп Лукина 15                    |                                                | Ваљево               |                 | Ваљево   | ВАЉЕВО         |
| СК 2030 | Кућа у Поп Лукиној број 13, Ваљево                                                   | Кућа у Поп Лукиној број 13, Ваљево                                                   | Поп Лукина 13                    | 44.270864°N 19.881959°E / 44.270864, 19.881959 | Ваљево               |                 | Ваљево   | ВАЉЕВО         |
| СК 2031 | Зграда Старе железничке станице у Ваљеву                                             | Зграда Старе железничке станице у Ваљеву                                             | Железничка 1                     |                                                | Ваљево               |                 | Ваљево   | ВАЉЕВО         |
| СК 2032 | Зграда Дринске дивизије у Ваљеву                                                     | Зграда Дринске дивизије у Ваљеву                                                     | Војводе Мишића 55                | 44.272569°N 19.883826°E / 44.272569, 19.883826 | Ваљево               |                 | Ваљево   | ВАЉЕВО         |
| СК 2038 | Конак Марковића у Ратковцу                                                           | Конак Марковића у Ратковцу                                                           |                                  | 44.33536°N 20.09942°E / 44.33536, 20.09942     | Ратковац (Лајковац)  |                 | Лајковац | ВАЉЕВО         |
| СК 2039 | Конак Радића у Малом Борку                                                           | Конак Радића у Малом Борку                                                           |                                  | 44.470633°N 20.227884°E / 44.470633, 20.227884 | Мали Борак           |                 | Лајковац | ВАЉЕВО         |
| СК 2148 | Спомен-црква Светог Ђорђа у Ћелијама                                                 | Спомен-црква Светог Ђорђа у Ћелијама                                                 |                                  |                                                | Ћелије (Лајковац)    |                 | Лајковац | ВАЉЕВО         |
| СК 2167 | Зграда хотела „Гранд” у Ваљеву                                                       | Зграда хотела „Гранд” у Ваљеву                                                       |                                  |                                                | Ваљево               |                 | Ваљево   | ВАЉЕВО         |
| СК 2168 | Пошаљи фотографију                                                                   | Стари гвоздени мост на реци Градац у Ваљеву                                          |                                  |                                                | Ваљево               |                 | Ваљево   | ВАЉЕВО         |
| СК 2196 | Дом ЈНА у Ваљеву                                                                     | Дом ЈНА у Ваљеву                                                                     |                                  |                                                | Ваљево               |                 | Ваљево   | ВАЉЕВО         |
| СК 2238 | Зграда Државне хипотекарне банке у Ваљеву                                            | Зграда Државне хипотекарне банке у Ваљеву                                            |                                  |                                                | Ваљево               |                 | Ваљево   | ВАЉЕВО         |
| СК 2253 | Црква Светог Архангела Гаврила у Цветановцу                                          | Црква Светог Архангела Гаврила у Цветановцу                                          |                                  |                                                | Цветановац           |                 | Љиг      | ВАЉЕВО         |
| СК 2254 | Пошаљи фотографију                                                                   | Црква Светог Архангела Михаила у Јабучју                                             |                                  |                                                | Јабучје              |                 | Лајковац | ВАЉЕВО         |
| СК 2256 | Црква Покрова Пресвете Богородице у Радљеву                                          | Црква Покрова Пресвете Богородице у Радљеву                                          |                                  |                                                | Радљево              |                 | Уб       | ВАЉЕВО         |
| СК 2257 | Пошаљи фотографију                                                                   | Црква Сабора Светог Архангела Гаврила у Моравцима                                    |                                  |                                                | Моравци              |                 | Љиг      | ВАЉЕВО         |
| СК 2267 | Црква Успења Богородице у Вукони                                                     | Црква Успења Богородице у Вукони                                                     |                                  |                                                | Вукона               |                 | Уб       | ВАЉЕВО         |
| СК 2269 | Црква Преноса моштију Светог Оца Николаја у Врелу                                    | Црква Преноса моштију Светог Оца Николаја у Врелу                                    |                                  |                                                | Врело                |                 | Уб       | ВАЉЕВО         |